# Ozalj
Ozalj – miasto w Chorwacji, w żupanii karlowackiej, siedziba miasta Ozalj. W 2011 roku liczyło 1181 mieszkańców.
W Ozalju urodził się Nikola Zrinski.